# Fernette Peak
Fernette Peak är en bergstopp i Antarktis. Den ligger i Västantarktis. Nya Zeeland gör anspråk på området. Toppen på Fernette Peak är 2 700 meter över havet.
Terrängen runt Fernette Peak är kuperad åt nordost, men åt sydväst är den platt. Trakten är obefolkad. Det finns inga samhällen i närheten.